# KBS 뉴스 5
《KBS 뉴스 5》(KBS NEWS 5)는 KBS 1TV에서 매주 평일 오후 5시에 방송 중인 뉴스 프로그램이다.

## 프로그램 소개
오늘 있었던 주요 뉴스를 신속하고 정확하게 보도하면서 정치, 경제, 사회, 국제 분야 등에서 그날 일어나는 최신 뉴스들을 주요 사안 별로 정리해 스트레이트 뉴스 위주로 전달합니다.

## 개요
KBS 5시 뉴스로 읽는다.

## 장애인 제공 방송
- 1999년 하반기부터 청각 장애인을 위한 자막 방송을 실시하여 현재 제공하고 있다.
- 1993년 10월부터 한국 수어(수화) 통역을 실시하여 현재 제공하고 있다.

## 방송 시간
- 현재 방송 시간은 2016년 4월 25일부터 기준으로 한다.
- 명절·공휴일에는 10분 동안 KBS 뉴스로 방송·편성된다.
- 긴급·특집 뉴스가 방송되면 KBS 뉴스특보·특집 KBS 뉴스 5로 방송·편성된다.

| 방송 채널 | 방송 기간                           | 방송 시간                            | 비고 |
| --------- | ----------------------------------- | ------------------------------------ | ---- |
| KBS 1TV   | 1981년 6월 15일 ~ 1982년 9월 17일   | 평일 오후 5시 30분 ~ 5시 40분 (10분) |      |
| KBS 1TV   | 1986년 11월 3일 ~ 1991년 1월 25일   | 평일 오후 5시 30분 ~ 5시 40분 (10분) |      |
| KBS 1TV   | 1993년 11월 8일 ~ 1995년 9월 1일    | 평일 오후 5시 30분 ~ 5시 40분 (10분) |      |
| KBS 1TV   | 1982년 9월 20일 ~ 1983년 3월 25일   | 평일 오후 5시 30분 ~ 5시 35분 (5분)  |      |
| KBS 1TV   | 1984년 10월 29일 ~ 1986년 10월 31일 | 평일 오후 5시 30분 ~ 5시 35분 (5분)  |      |
| KBS 1TV   | 1991년 10월 7일 ~ 1993년 11월 5일   | 평일 오후 5시 30분 ~ 5시 35분 (5분)  |      |
| KBS 1TV   | 1991년 1월 28일 ~ 1991년 2월 8일    | 평일 저녁 6시 ~ 6시 15분 (15분)      |      |
| KBS 1TV   | 1991년 2월 11일 ~ 1991년 10월 4일   | 평일 저녁 6시 ~ 6시 10분 (10분)      |      |
| KBS 1TV   | 1995년 9월 4일 ~ 1998년 10월 9일    | 평일 오후 5시 ~ 5시 30분 (30분)      |      |
| KBS 1TV   | 2016년 4월 25일 ~ 현재              | 평일 오후 5시 ~ 5시 30분 (30분)      |      |
| KBS 1TV   | 1998년 10월 12일 ~ 1999년 4월 9일   | 평일 오후 5시 ~ 5시 25분 (25분)      |      |
| KBS 1TV   | 1999년 4월 12일 ~ 1999년 5월 14일   | 평일 오후 5시 ~ 5시 20분 (20분)      |      |
| KBS 1TV   | 2000년 5월 1일 ~ 2002년 3월 1일     | 평일 오후 5시 ~ 5시 20분 (20분)      |      |
| KBS 1TV   | 2011년 1월 3일 ~ 2016년 4월 22일    | 평일 오후 5시 ~ 5시 20분 (20분)      |      |
| KBS 1TV   | 1999년 5월 17일 ~ 2000년 4월 28일   | 평일 오후 5시 ~ 5시 15분 (15분)      |      |
| KBS 1TV   | 2002년 3월 4일 ~ 2010년 12월 31일   | 평일 오후 5시 ~ 5시 15분 (15분)      |      |

## 앵커
- 현재 앵커 중 남성은 2025년 7월 7일부터 기준으로 하고 여성은 2023년 5월 1일부터 기준으로 한다.
- 공휴일, 명절 연휴에 10분 동안 KBS 뉴스로 방송될 경우 해당 뉴스 프로그램을 진행하는 앵커 2명 중 1명이 단독으로 진행하며 긴급·특집 뉴스로 방송돼 KBS 뉴스특보·특집 KBS 뉴스 5로 방송될 경우 해당 뉴스 프로그램을 진행하는 앵커 2명이 동시에 진행하거나 해당 뉴스 프로그램을 진행하는 앵커 2명 중 1명이 단독으로 진행한다.

| 대수 | 진행자 | 진행자 | 진행 기간                          | 비고                 |
| 대수 | 남성   | 여성   | 진행 기간                          | 비고                 |
| ---- | ------ | ------ | ---------------------------------- | -------------------- |
| 1대  | 이형걸 | 빈칸   | 1995년 9월 4일 ~ 1995년 9월 8일    | [ 1 ]                |
| 2대  | 이형걸 | 황정민 | 1995년 9월 11일 ~ 1997년 2월 28일  | [ 2 ]                |
| 3대  | 서기철 | 이한숙 | 1997년 3월 3일 ~ 1997년 10월 17일  | [ 3 ]                |
| 4대  | 서기철 | 최영미 | 1997년 10월 20일 ~ 1999년 2월 5일  |                      |
| 5대  | 한상권 | 최영미 | 1999년 2월 8일 ~ 1999년 4월 30일   | [ 5 ]                |
| 6대  | 한상권 | 변우영 | 1999년 5월 3일 ~ 2000년 3월 17일   | [ 6 ]                |
| 7대  | 김태규 | 이규원 | 2000년 3월 20일 ~ 2002년 3월 22일  | [ 7 ]                |
| 8대  | 김은성 | 이규원 | 2002년 3월 25일 ~ 2002년 7월 1일   |                      |
| 9대  | 김은성 | 최윤경 | 2002년 7월 2일 ~ 2003년 6월 20일   | [ 9 ]                |
| 10대 | 김은성 | 신성원 | 2003년 6월 23일 ~ 2006년 11월 17일 | [ 11 ]               |
| 11대 | 김은성 | 최윤경 | 2006년 11월 20일 ~ 2007년 4월 27일 | [ 12 ] [ 13 ]        |
| 12대 | 이규봉 | 최윤경 | 2007년 4월 30일 ~ 2008년 10월 3일  | [ 15 ]               |
| 13대 | 이규봉 | 엄지인 | 2008년 10월 6일 ~ 2009년 4월 17일  |                      |
| 14대 | 이규봉 | 박지현 | 2009년 4월 20일 ~ 2009년 10월 16일 | [ 18 ] [ 19 ]        |
| 15대 | 박노원 | 박지현 | 2009년 10월 19일 ~ 2010년 7월 16일 | [ 21 ]               |
| 16대 | 박노원 | 최윤경 | 2010년 7월 19일 ~ 2010년 12월 31일 | [ 22 ]               |
| 17대 | 김희수 | 최윤경 | 2011년 1월 3일 ~ 2013년 4월 5일    | [ 24 ] [ 25 ]        |
| 18대 | 박노원 | 이승연 | 2013년 4월 8일 ~ 2014년 12월 31일  | [ 28 ] [ 29 ] [ 30 ] |
| 19대 | 박노원 | 김지윤 | 2015년 1월 2일 ~ 2016년 4월 22일   | [ 31 ]               |
| 20대 | 김희수 | 김윤지 | 2016년 4월 25일 ~ 2017년 6월 2일   | [ 33 ]               |
| 21대 | 김희수 | 장수연 | 2017년 6월 5일 ~ 2018년 4월 20일   |                      |
| 22대 | 이영호 | 강서은 | 2018년 4월 23일 ~ 2018년 9월 7일   | [ 36 ]               |
| 23대 | 이영호 | 전주리 | 2018년 9월 10일 ~ 2021년 6월 11일  | [ 37 ]               |
| 24대 | 배창복 | 전주리 | 2021년 6월 14일 ~ 2023년 4월 28일  | [ 39 ]               |
| 25대 | 배창복 | 김지윤 | 2023년 5월 1일 ~ 2024년 5월 17일   | [ 40 ] [ 41 ]        |
| 26대 | 강성규 | 김지윤 | 2024년 5월 20일 ~ 2025년 3월 7일   | [ 42 ] [ 43 ]        |
| 27대 | 임지웅 | 김지윤 | 2025년 3월 10일 ~ 2025년 7월 4일   |                      |
| 28대 | 이광엽 | 김지윤 | 2025년 7월 7일 ~ 현재              | [ 44 ]               |

## 기상 캐스터
- 김규리 KBS 기상 캐스터

## 코너

### 방영 코너
| 코너명      | 진행자                           |
| ----------- | -------------------------------- |
| 오늘의 증시 | 김성은 KB증권 연구원             |
| 날씨        | 김규리 기상 캐스터               |
| 클로징      | 김지윤 아나운서, 이광엽 아나운서 |

#### 오늘의 증시
증권 시황 코너. 김성은 KB증권 연구원이 진행하며 《KBS 뉴스 930》, 《KBS 뉴스 12》에서도 공통으로 방송된다.

#### 날씨
기상 정보 코너.

### 종영 코너
| 코너명           | 진행자      |
| ---------------- | ----------- |
| 오늘의 주요 뉴스 |             |
| 네트워크 뉴스    |             |
| 친절한 뉴스 K    | 김세희 기자 |

#### 오늘의 주요 뉴스
헤드라인 뉴스 코너.

#### 네트워크 뉴스
지역 뉴스 코너.

#### 친절한 뉴스 K
《KBS 뉴스 12》에서 방송했던 코너를 재방송했다.

## 타이틀 변천사
- 현재 타이틀은 1995년 9월 4일부터 기준으로 한다.

| 기수 | 프로그램 타이틀 | 방송 기간                           |
| ---- | --------------- | ----------------------------------- |
| 1기  | KBS 뉴스        | 1981년 6월 15일 ~ 1983년 3월 25일   |
| 2기  | KBS 뉴스센터    | 1984년 10월 29일 ~ 1986년 10월 31일 |
| 3기  | KBS 뉴스        | 1986년 11월 3일 ~ 1995년 9월 1일    |
| 4기  | KBS 뉴스 5      | 1995년 9월 4일 ~ 현재               |

## 편성 변경
- 2024년 6월 4일 : 오후 4시 50분부터 10분 확대 편성
- 2024년 10월 23일 : KBS 총파업으로 인해 10분 축소 편성

## 결방
- 2023년 9월 21일 : 《2022 항저우 아시안 게임 배구 남자 C조 예선 - 대한민국 vs 캄보디아》 중계 방송으로 인해 결방
- 2023년 9월 25일 ~ 2023년 10월 6일 : 《2022 항저우 아시안 게임》 중계 방송으로 인해 결방
- 2023년 10월 20일 : 《6시 내고향》 편성으로 인해 결방
- 2023년 11월 3일 : 《제43회 전국 장애인 체육 대회 개막식》 중계 방송으로 인해 결방
- 2024년 7월 29일 ~ 2024년 8월 9일 : 《2024 파리 올림픽》 중계 방송으로 인해 결방
- 2024년 10월 25일 : 《제44회 전국 장애인 체육 대회 개막식》 중계 방송으로 인해 결방

## 경쟁 프로그램
- YTN 뉴스ON (YTN)
- 뉴스워치 (연합뉴스TV)